# 알프스산양
알프스산양 또는 샤무아(Pyrenean chamois, 학명: Rupicapra rupicapra)는 소과 영양아과에 속하는 포유류의 일종이다. 유럽 알프스산맥과 피레네산맥, 카르파티아산맥, 타트리산맥, 발칸산맥 그리고 터키 일부와 캅카스, 아펜니노산맥을 포함하는 유럽의 산악 지대에서 서식한다. 그리고 알프스산양은 뉴질랜드 남섬의 도입종이다. 그리고 일부 아종은 유럽 연합에 의해 자연생태계와 동식물 서식지 보호지침(European Habitats Directive)으로 엄격히 보호되고 있다.

## 아종

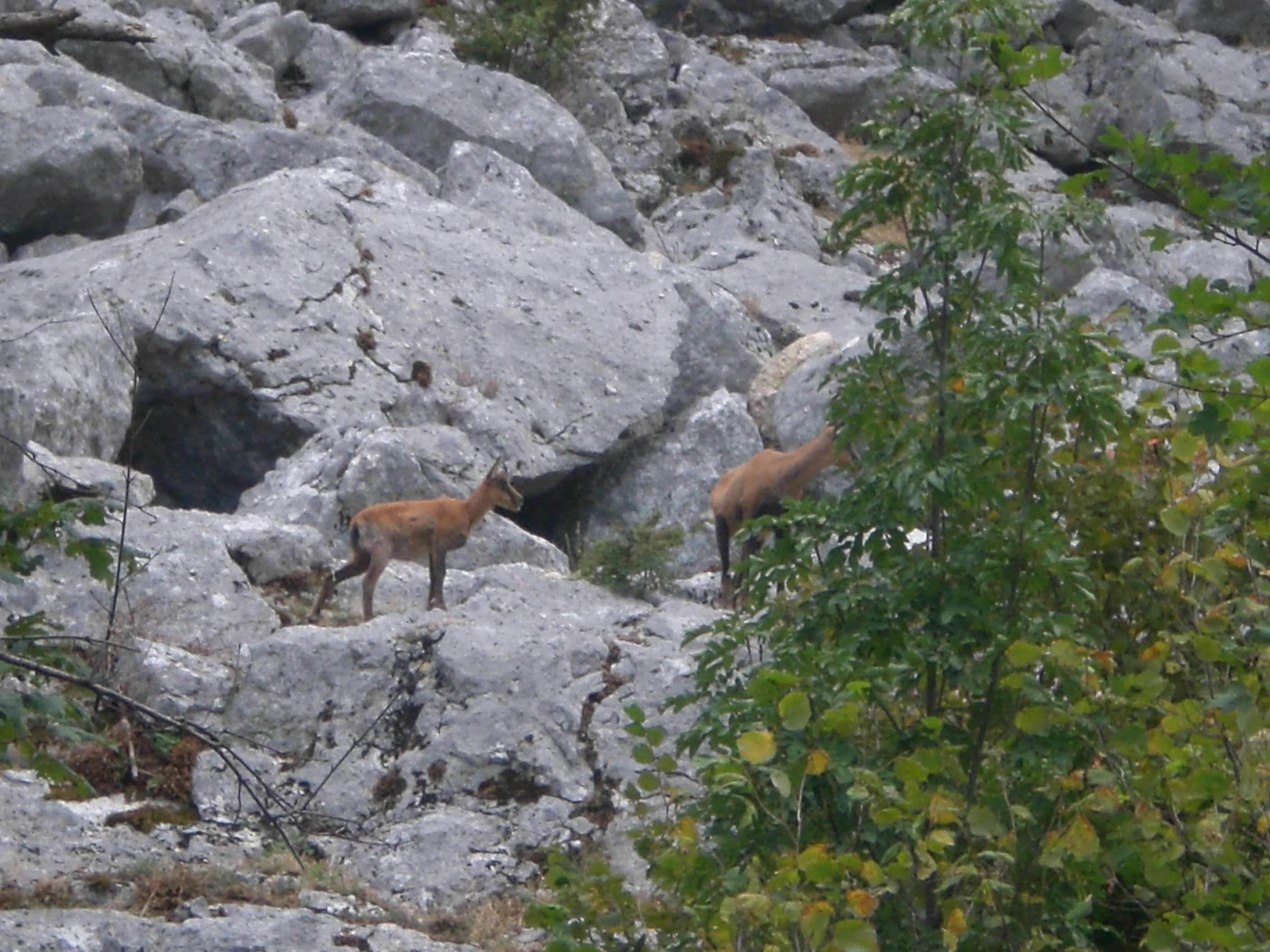
그랑사쏘 산맥의 아브루초샤무아(R. p. ornata)

- 알프스샤무아 (R. r. rupicapra) - 오스트리아, 프랑스, 독일, 이탈리아, 스위스, 슬로베니아,[4] 슬로바키아 (고타트리, 슬로박 파라다이스)
- 타트라샤무아 (R. r. tatrica) - 타트리 산맥 (슬로바키아 및 폴란드)
- 발칸샤무아 (R. r. balcanica) - 알바니아, 보스니아 헤르체고비나, 불가리아, 크로아티아, 그리스 북부(핀도스산맥),[5] 마케도니아 공화국, 세르비아, 몬테네그로, 슬로베니아(고립된 개체군)[4]
- 카르파티아샤무아 (R. r. carpatica) - 루마니아
- 샤르트루즈샤무아 (R. r. cartusiana) - 프랑스
- 아나톨리아샤무아 또는 터키샤무아 (R. r. asiatica) - 터키
- 캅카스샤무아 (R. r. caucasica) - 아제르바이잔, 조지아, 러시아연방

## 같이 보기
- 피레네산양